# Nobukatsu Marumo
Nobukatsu Marumo (1892 (Meiji 25) - 1977 (Showa 52)) fue un entomólogo, doctor en agricultura y diseñador de campos de golf de la ciudad de Usuki, prefectura de Oita, Japón.

## Biografía
Nobukatsu Maruke nació en 1892 (año Meiji 25) en una familia de samuráis y magistrados de la ciudad de Usuki, prefectura de Oita. Se graduó de la antigua escuela secundaria Kitsuki e ingresó en la Facultad de Agricultura de la Universidad de Tokio, donde estudió con entomólogo Tsunekata Miyake.
Maruke fue considerado autoridad en la investigación de mariposas, compiló el Libro ilustrado de insectos japoneses y recibió un doctorado en ciencias agrícolas en 1921 (Taisho 10) a la edad de 29 años. Luego estudió en Alemania y, tras regresar a Japón, se desempeñó como presidente del Kushiro Women's Junior College en 1964 (Showa 39).
Maruke recibió una solicitud del teniente Kira Shun'ichi (más tarde vicealmirante) de la Armada de su país y ex estudiante de la escuela secundaria Kitsuki, para investigar las plagas en el césped. Para llevar a cabo su investigación sobre el césped, Maruge visitó e investigó campos de golf en el Reino Unido y los Estados Unidos. Después de estudiar los campos de golf tipo links en Gran Bretaña, se descubrió que estaban cerca de la costa y que el crecimiento de la hierba allí no suponía ningún problema, y se dilucidó la técnica para cultivar hierba en la arena. En aquella época se creía generalmente que la hierba no podía echar raíces en la arena.
Maruke participó en la construcción del campo de golf del Hotel Kawana, un campo de golf costero frente a la  bahía de Sagami. Mientras se construía el campo, Maruke construyó una casa en una colina con vistas al campo. Su exposición a los campos de golf lo llevó a desarrollar un interés en el diseño de campos de golf  Comenzó como entomólogo, luego estudió césped, convirtiéndose en una autoridad en el tema y diseñando numerosos campos.

## Campos de golf
Principales campos de su diseño:
- 1954 (Showa 29)
  - "Dai Fuji Golf Club" (anteriormente Dai Fuji Golf Course), ciudad de Fuji, prefectura de Shizuoka
  - "Takamatsu Country Club" Ciudad de Sakaide, Prefectura de Kagawa[2]
- 1955 (Showa 30)
  - "Hiroshima Country Club, Campo Saijo" Higashihiroshima, Prefectura de Hiroshima
- 1958 (Showa 33)
  - "Niigata Golf Club" Niigata, Prefectura de Niigata
  - "Kochi Golf Club" Kochi, Prefectura de Kochi
- 1960 (Showa 35)
  - "Club de golf Nemuro" Nemuro, Hokkaidō
  - "Musashino Golf Club" Hachioji, Tokio
- 1961 (Showa 36)
  - "Awara Golf Club" Awara, Prefectura de Fukui
- 1963 (Showa 38)
  - "Obihiro Country Club" Distrito de Kasai, Hokkaidō
- 1966 (Showa 41)
  - "Koka Country Club" Konan, Prefectura de Shiga
- 1967 (Showa 42)
  - País de Kesennuma Club, Kesennuma, Prefectura de Miyagi
- 1968 (Showa 43)
  - Club de Campo Odate, Odate, Prefectura de Akita
- 1969 (Showa 44)
  - Makomanai Country Club, Hokkaidō
- 1970 (Showa 45)
  - Club de Campo Nishi-Sendai, Sendai, Prefectura de Miyagi
- 1976 (Showa 51)
  - Club de Campo Sagamihara, Sagamihara, Prefectura de Kanagawa

|}

## Publicaciones
- Marumo, Nobukatsu. (1920). A revision of the Notodontidae of Japan, Corea and Formosa with descriptions of 5 new genera and 5 new species.. Consultado el 16 de julio de 2025.

## Publicaciones relacionadas
- "Hermosos campos de golf japoneses: Hermosa cultura del golf en Japón - Celebrando 110 años de golf en Japón - El golf es una nueva cultura tradicional de Japón", Golf Digest Co., Ltd. "Hermosos campos de golf japoneses", Comité Editorial, "Un médico de insectos investigó el césped y luego comenzó a diseñar campos de golf", Golf Digest Co., Ltd., Tokio, diciembre de 2013, consultado el 6 de marzo de 2021